# Каччиаторе, Джузеппе
Джузеппе Каччиаторе (итал. Giuseppe Cacciatore, 2 декабря 1945, Салерно, Кампания — 2 марта 2023, Салерно, Кампания) — итальянский философ и историк философии. Он был почётным профессором истории философии в Неаполитанском университете имени Фридриха II.

## Биография
Родился в Салерно; Каччиаторе окончил философский факультет Римского университета Сапиенца в 1968 году и в том же году стал ассистентом на факультете философии Салернского университета, а в 1970 году стал ординарным профессором. С 1981 года он был профессором истории философии в Неаполитанском университете имени Фридриха II, а в 2017 году стал почётным профессором. Он также был президентом класса нравственных наук Академии Понтаниана в период с 2017 по 2018 год, а с 2019 года он был национальным членом Академии деи Линчеи.
Он был автором большого количества эссе и исследований, в том числе работ об Иммануиле Канте, Георге Вильгельме Фридрихе Гегеле, Джордано Бруно и Бенедетто Кроче, а также сотрудничал в качестве обозревателя с многочисленными изданиями.
Будучи членом Коммунистической партии Италии, Каччиаторе некоторое время был членом городского совета по исполнительскому искусству в своём родном городе при мэре Винченцо Джордано. 
Скончался 2 марта 2023 года в Салерно в возрасте 77 лет.